# شارلوت أرمسترونغ
شارلوت أرمسترونغ (بالإنجليزية: Charlotte Armstrong)‏ (و. 1905 – 1969 م) هي روائية، وكاتِبة، وكاتبة سيناريو، وكاتبة مسرحية أمريكية، توفيت في غلينديل، كاليفورنيا، عن عمر يناهز 64 عاماً.

## التعليم
تعلمت في جامعة ويسكونسن-ماديسون، وكلية بارنارد.

## جوائز
حصلت على جوائز منها:
- جائزة إدغار.

## وصلات خارجية
- شارلوت أرمسترونغ على موقع IMDb (الإنجليزية)
- شارلوت أرمسترونغ على موقع أول موفي (الإنجليزية)
- شارلوت أرمسترونغ على موقع قاعدة بيانات برودواي على الإنترنت (الإنجليزية)
- شارلوت أرمسترونغ على موقع قاعدة بيانات الفيلم (الإنجليزية)